# Videocámara sin cinta

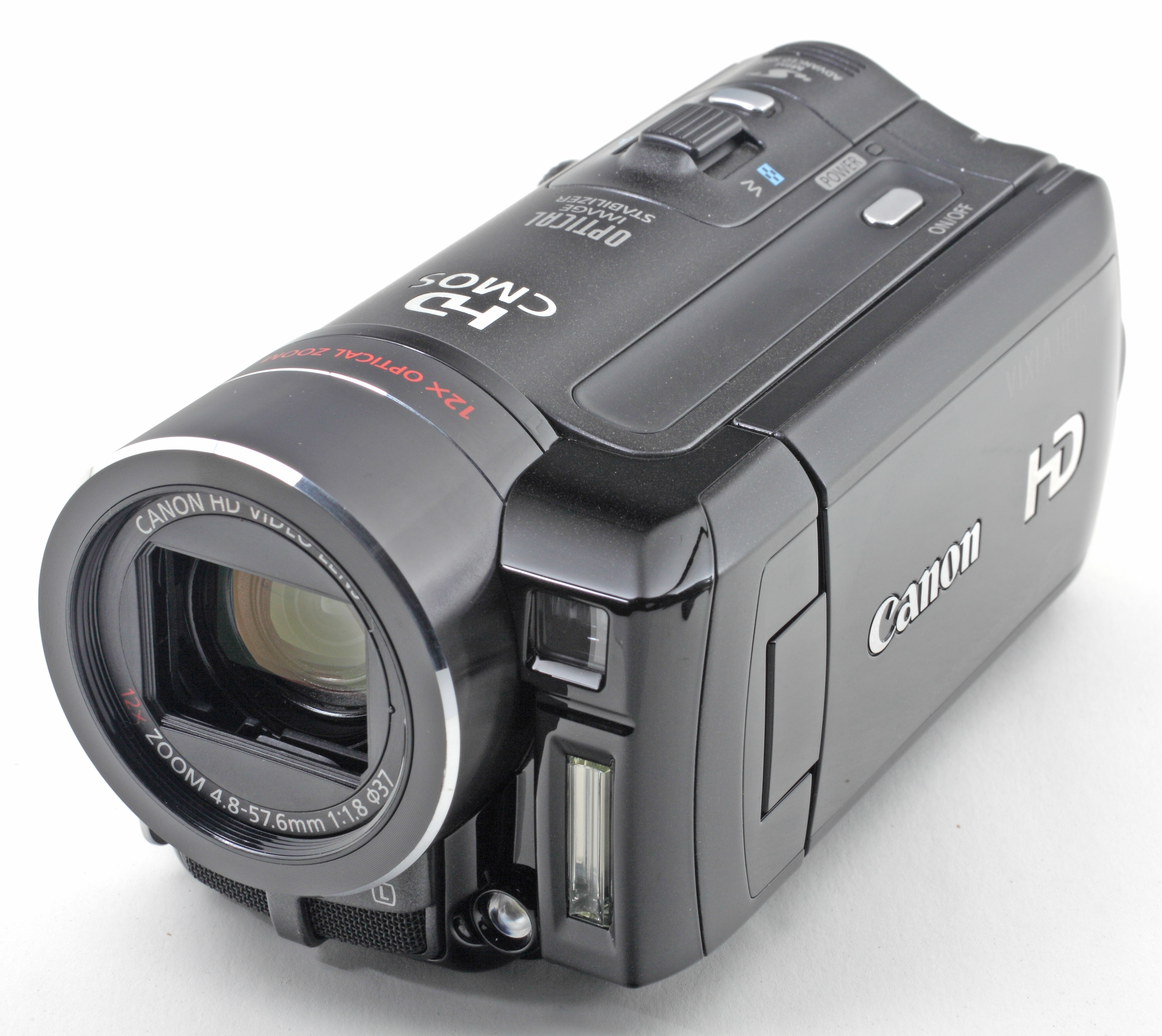
Videocámara Canon FullHD - MPEG-2 con tarjeta SD

Una cámara de vídeo sin cinta es una videocámara que no utiliza la clásica cinta de vídeo para la grabación digital de una señal de vídeo como las del siglo XX. Las videocámaras digitales sin cinta graban el vídeo como archivo de ordenador en dispositivos de almacenamiento de datos como discos ópticos, discos duros y dispositivos de estado sólido como tarjetas de memoria flash.

## Descripción
Las videocámaras de bolsillo usan una Tarjeta de memoria flash, mientras que algunas cámaras de vídeo más caras utilizan unidad de estado sólido o SSD; una tecnología flash similar se utiliza en la semiprofesional y de alta gama, cámara profesional de vídeo de transferencia ultrarápida de la televisión de alta definición (HDTV).
Videocámaras sin cinta para uso doméstico utilizan MPEG-2, MPEG-4, compresión de vídeo o sus derivados como formatos de video codificación. Normalmente son capaces de capturar imágenes en formato JPEG adicionalmente.
Estas videocámaras sin cinta incluyen un puerto USB para transferir vídeo a un ordenador. Los modelos profesionales incluyen otras opciones como interfaz digital de serie (SDI) o HDMI. Algunas videocámaras sin cinta están equipados con un puerto Firewire (IEEE-1394) para asegurar la compatibilidad con los formatos DV y HDV, basados en cinta magnética.

## Cronología

### Videocámaras con DVD
Las videocámaras utilizando un soporte de grabación en DVD fueron populares en los albores del siglo XXI debido a la conveniencia de generar directamente un disco DVD reproducible directamente en casa.
La capacidad del DVD, debido a las limitaciones del formato, está en gran parte limitada a los equipos a nivel de consumidor dirigido a personas no propensos a gastar gran cantidad de esfuerzo en editar video de su material de archivo de vídeos.

### JVC Everio GZ-MG30
La videocámara JVC GZ-MG30 fue la primera en llevar un disco duro integrado de 20 o 30 GB (según modelo) pudiendo grabar hasta 37 horas de vídeo digital. No necesita cintas ni discos y cabe en la palma de la mano. Después de grabados, se pueden transferir los ficheros a otros dispositivos A/V de vídeo compuesto, S-Video o al ordenador a través de la interfaz USB 2.0 de alta velocidad. Tiene una pantalla LCD de 2,5 pulgadas para visualizar imágenes al grabar o al reproducir. zum óptico 25x y un zum digital hasta 800x.
Los beneficios de la grabación de vídeo en un disco duro son los mismos beneficios que han tenido los reproductores de audio basados en disco duro con acceso aleatorio muy populares para localizar rápidamente material deseado, y con la capacidad de eliminar fácilmente el material no deseado, reorganizando como se quiera la secuencia de reproducción.

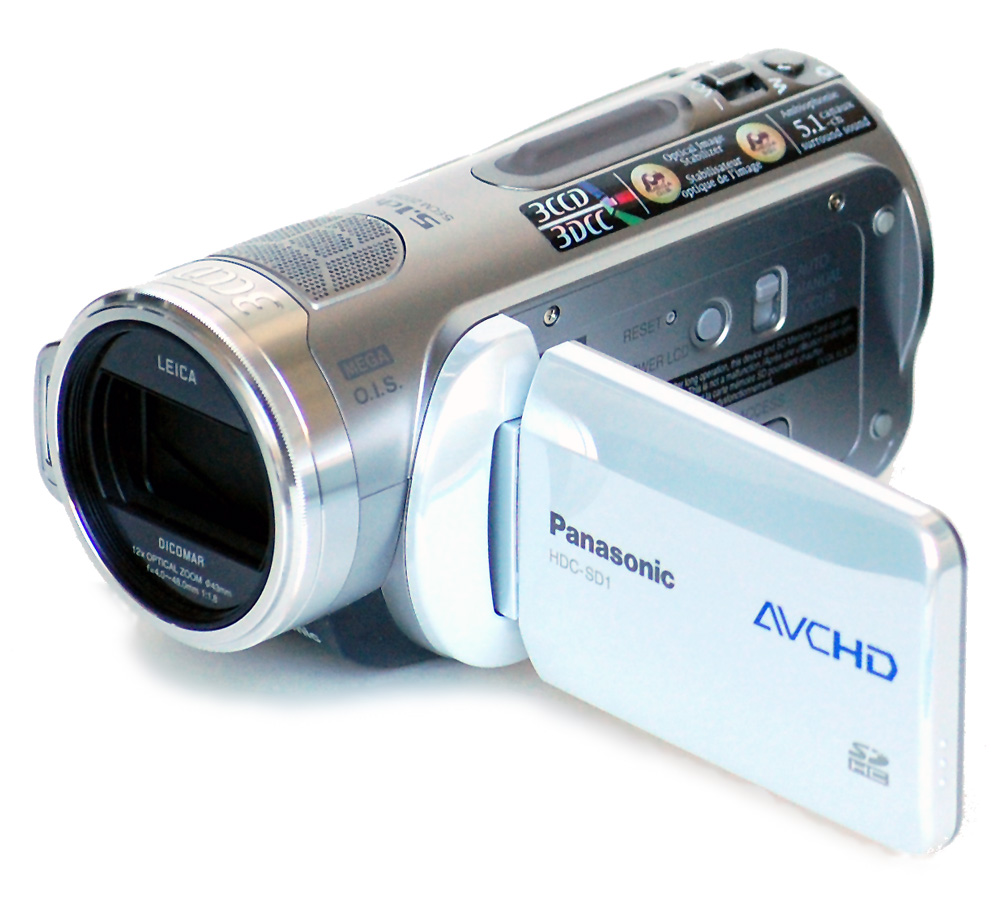
Panasonic HDC-SD1 AVCHD

### HDC-DX1, HDC-SD1
El HDC-DX1 y el HDC-SD1 modelos fueron los primeros Panasonic AVCHD videocámaras, lanzado en 2007. La HDC-DX1 grabados en un 8 cm DVD con velocidad de datos máxima de 12 Mbit/s,
La HDC-SD1 graba en una tarjeta de memoria SDHC con velocidad de datos máxima de 13 Mbit/s. La HDC-SD1 fue el primera videocámara de gran público, en grabar alta definición sobre un soporte de estado sólido (SDHC). Ambos modelos ofrecían la posibilidad de grabar sonido Dolby Digital 5.1.

## XDCAM

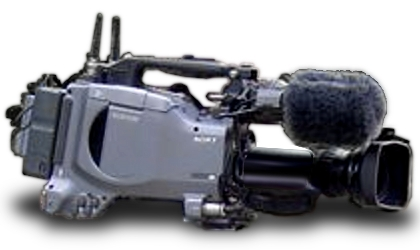
XDCAM Camcorder (DVCAM) PDW-510

Son una serie de productos para grabación de video utilizando medios no lineales, introducido por Sony en 2003. Existen cuatro líneas de productos diferentes —XDCAM SD, XDCAM HD, XDCAM EX y XDCAM HD422— difieren en los tipos de codificador utilizado, el tamaño de la imagen, el tipo de contenedor y en los soportes de grabación.